# 中原朋哉
中原朋哉（なかはら ともや、1973年3月1日 - ）は日本の指揮者。シンフォニエッタ静岡芸術監督・指揮者。

## 経歴
1973年3月1日愛知県小牧市生まれ、静岡県焼津市に育つ。
フランス・ディジョン音楽院指揮科にてジャン＝セバスチャン･ベローに師事。1993年からはフランスおよび日本においてパスカル・ヴェロのアシスタントを務めた。1996年23歳という若さで名門フランス国立リヨン管弦楽団定期演奏会、グルノーブル音楽祭に同管弦楽団史上最年少指揮者としてデビュー。フランス国立ペイ・ドゥ・ラ・ロワール管弦楽団、ザルツブルク・モーツァルテウム管弦楽団においてユベール・スーダン音楽監督のアシスタントを務めた。モーツァルトとフランスの近・現代作品を専門とする。
2002年、帰国。アーティストの招聘や、演奏活動、マネージメントをはじめる。
2005年7月、アンリ・デュティユーのヴァイオリンと管弦楽のための夜想曲”Sur le même accord”の日本初演を行う（ヴァイオリン：オリヴィエ・シャルリエ）。
2005年11月、「シンフォニエッタ 静岡」を創設。
ラジオのクラシック音楽のパーソナリティを務めたほか、学校、公民館、企業での講演など、あらゆる世代に向けた、クラシック音楽の啓蒙活動も行っている。
その他、第24回国民文化祭しずおか2009　静岡県企画委員、藤枝市民会館リニューアル工事の設計にも携わった。